# 下卡斯特卢乔
下卡斯特卢乔（義大利語：Castelluccio Inferiore），是意大利波坦察省的一个市镇。总面积28平方公里，人口2203人，人口密度78.7人/平方公里（2009年）。ISTAT代码为076022。